# حديقة فورتكس
حديقة فورتكس هي حديقة عامة مملوكة للقطاع الخاص في مدينة هسيان في دارمشتات (ألمانيا). وهي حديقة للزراعة المعمرة منطقة فن الآرت نوفو في ماثيلدنهوهي، ويلمح إلى اكتشاف فيكتور شاوبيرغر لـ «قوة الأستجمام» من خلال التصوير الفني للنحاتين المشهورين عالمياً بما في ذلك جون ويلكز، جاكوبو فوجيني، جيروم ابيل سيغين وهيسونغ هيون. الحديقة هي ملكية خاصة لهنري نولد من دارمشتات، ولكنها مفتوحة للجمهور.

## مفهوم
المصطلح «فورتكس»دوامة (فيزياء) يدل على دوامة أو حركة الدوامة الدائرية
. بالنسبة لمالك الحديقة فإنه يعني اللوالب أو الأشكال على شكل الحلزون أو على شكل اللولب، ومن خلال هذا، يثير مفاهيم مثل الحمض النووي، الحلزون المزدوج وكتل البناء من الحياة.

## الخلفية التاريخية / الثقافية
تعد حديقة فورتكس، جنبا إلى جنب مع «هاوس هوبرتوس» التي بناها المهندس المعماري جان هوبرت بيناند لعائلة ديفنباخ في عام 1921، هو أساس شكل جديد من «الطوبوغرافيا المقدسة»، تكريما لحركة إصلاح الحياة، التي تعتبر نفسها بديلا عن كل من الشيوعية والرأسمالية.
أدى التأثير الكاريزمي لمستعمرات الفنانين الألمان والسويسريين في ماتيلدنهوهي وووربسويد وآمدن ومونتي فيريتا إلى رعاية الإبداع في البوهيميين والمفكرين الأحرار، وكان مواتياً لظهور مشاريع طوباوية أخرى وسياق جديد للبدائل التفكير في أوروبا. وراء هذا كان حلم كل أولئك الذين عانوا من فقدان الجنة ويتوقون إلى العثور على واحد جديد: الفوضويين، العراة، النسويات، الدادائيين، دعاة السلام، الماسونية، الثيوصوفيين والباحثين عن الذات. وما ناشد هؤلاء الناس أكثر فأكثر هو روح اليوتوبيا وتعريف جديد للذات من خلال خلق أساطيرهم الخاصة بعيدا عن عمليات الحياة والعادات العريقة. تعكس حديقة الدوامة هذه الرغبة في مكان يتم فيه جمع الطاقات التي تعمل بخفاء وجمعها معاً، وعندما تنعكس عليها، يمكن أن تظهر نفسها

## الهندسة والأرقام
هنالك موضوع آخر في حديقة فورتكس هو أن الهندسة المقدسة والعلاقات الرقمية الكونية، مثل «النسبية الذهبية» والتسلسل الرقمي فيبوناتشي المستمدة منه، وجدت في كثير من الأحيان في دوائر المحاصيل، وغالبا 70 مترا في القطر، أن في ظروف غامضة تظهر كل عام أساسا في الحقول في انكلترا حتى حصاد الحبوب. يتم تخليد إصدارات أصغر من هذه الدوائر المحاصيل في Prinz-المسيحيين-Weg 13، دارمشتات في شكل الفسيفساء والبلاط التصويري، فضلا عن ثلاثي الأبعاد في النحت من الحرفية الدقيقة. يتم رسم أنماط معقدة للغاية من هذه الدوائر الذرة كتصاميم هندسية مفهومة خطوة بخطوة ولها تأثير منظم ومهذب على البيئة التي تقع فيها - كما هو الحال في الدرج المدخل الجانبي، حيث صف من محفورة القطع النقدية البرونزية تقف جنبا إلى جنب تتخللها على فترات قصيرة مع 48 مختلف المحاصيل دائرة الصور. قدمت صورة لمنزل غوته الصيفي في فايمار تظهر رسماً خماسياً حجرياً على الأرض مصدر إلهام لفسيفساء دائرة المحاصيل من ألواح الحجر الجيري في الجناح مع مناشير زجاجية متألقة في تصميم القبة. 

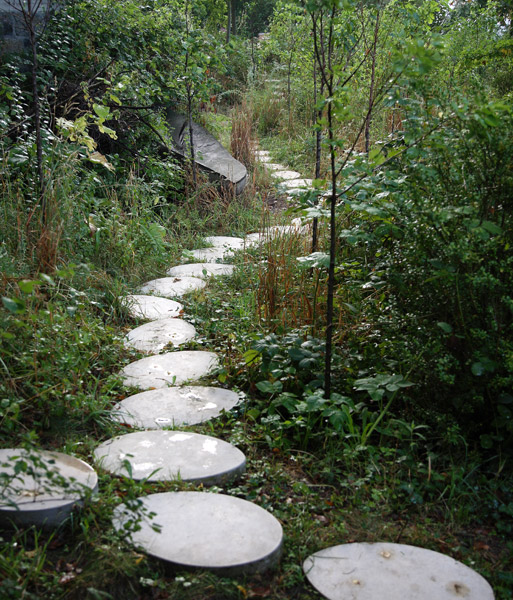
حديقة فورتكس بدارمشتات

توفر ممرات المشى على هيئة 108 حجر على شكل البيضة موضوعة حول المنرل كمصدراً للقمر المعكوس على معدن فضى ثمين يبلغ وزنة الذرى 108 ويذكر بنصف قطر القمر 1080 ميل.

## الكترونيات والزراعة الدائمة
في في البرك المتتالية على شكل عضوي من قبل جون ويلكز، يجعل الماء أنماط متدلية تتدفق مع إيقاعات مختلفة وفقا لعرض حوض مختلفة. يتم توفير نوافير خدعة مع مياه الأمطار من المزاريب من خلال ثلاثة خزانات. تعزيز هاذا الحركة المنشطة في أحواض شكل التدفق، وتستخدم المياه لري الحديقة.
في حديقة الدوامة، ويستند الحفاظ على التربة حديقة ومصنع على مبادئ نهج الزراعة الدائمة. على توصيات هيرمان Benjes، وهناك عدد كبير نسبيا من أكوام الخشب الميت وأكوام الخشب توفر أراضي تربية الاختيار للكائنات الحية الدقيقة في هذه الحديقة المدينة.

## تخطيط الحديقة بعناصر على هيئة يبضة
البركة التي تم حفرها على شكل بيضاوى يشبه الحفرة وتعلوها ممشى خشبى مستدير ومنحوتات ستاليت باللون الأرجوانى من تأليف جاكوبو فوجينى، تم تصميمها على «ممرات» رونية تم حفرها لممارسة الجمباز واستتبعت كبيرة حركة الأرض. قمع النحاس ذو الأرجل الثلاثة مع تدفق المياه على شكل جرس ودوامة دوامة يجلب حيوية للنظير الحيوى. 

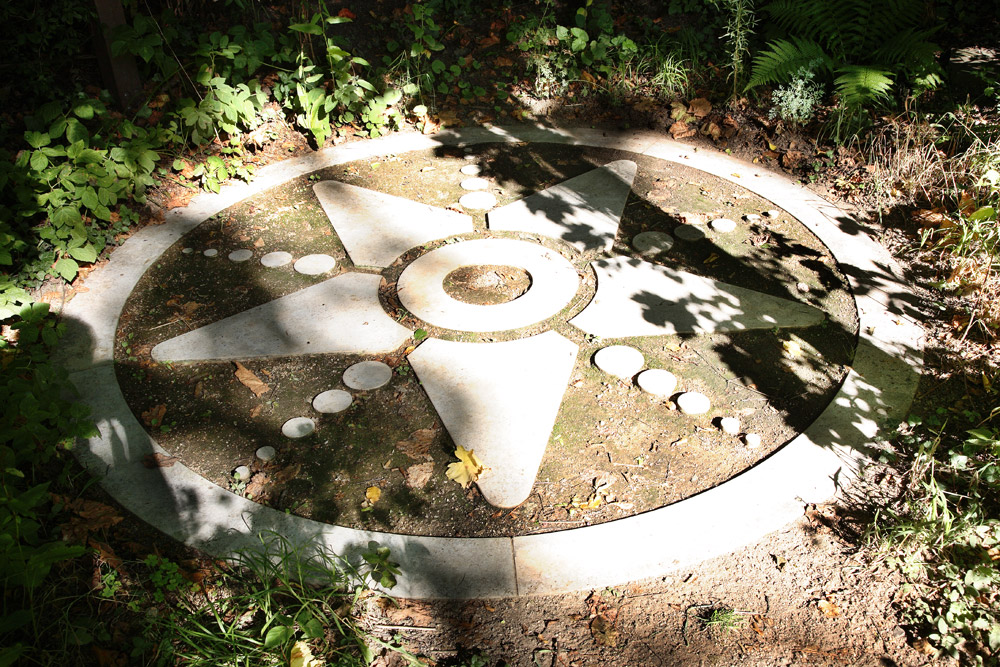
حديقة فورتكس

تعيين على حافة بين اثنين من صناديق التعشيش الخفافيش الكبيرة أمام نوافذ غرفة النوم في الطابق العلوي هي عدد كبير من جذوع الأشجار القصيرة مع الآلاف على الآلاف من الثقوب على الجانب الحبوب نهاية لتشكيل مساكن محتملة للحشرات. وفي مكان آخر، يمكن اعتبار البيض الطيني المُكَنَّف بارتفاع مترين تقريبًا مع وجود ثقوب مقطعة إلى سطحه منزلًا للنحل الانفرادي وموقع ًا للتعشيش للحشرات الأخرى. يتم تعيين العديد من صناديق العسل في الحديقة لعسل النحل.

## الانهيار بدلا من الانفجار
من النتائج التي توصل إليها أكثر من 30 عاما قضى مراقبة الطبيعة في المناطق البكر من النمسا، سعى فيكتور شاوبيرغر لتنفيذ الحياة الأساسية وعمليات الحركة والمبادئ لإنتاج الطاقة الوقود البديلة للآلات والتوربينات والمحركات أو إلى توليد الحرارة. يمكن لزوار حديقة الدوامة تجربة مثل هذه القوى المندفعة والتعاطف مع الطريقة التي يمكن أن تظهر أو قد تظهر قوى الحياة، وتنمو وتتطور..
يعد الأسم «فورتكس» مشتق من العديد من ملامح المياه والقموع ذات الأشكال المتصاعدة واللامنكية (شكل الرقم 8) لحركة المياه.